# تساراسائوترا (آنجوزوروبه)
تساراسائوترا (به لاتین: Tsarasaotra) یک منطقهٔ مسکونی در ماداگاسکار است که در آنالامانگا واقع شده‌است. تساراسائوترا ۴٬۰۸۴ نفر جمعیت دارد.